# Sans famille (film, 1914)
Pour les articles homonymes, voir Sans famille (homonymie).
Pour plus de détails, voir Fiche technique et Distribution.
Sans famille est un film muet français réalisé par Georges Monca, sorti en 1914.
Le film est une adaptation du roman français d'Hector Malot Sans famille, publié en 1878 chez Édouard Dentu à Paris. L'histoire se situe au XIXe siècle. Un enfant abandonné, Rémi, est vendu par ses parents adoptifs à un saltimbanque nommé Vitalis. Parcourant les routes françaises et anglaises, l'enfant exerce différents métiers avant de découvrir le secret de ses origines. L'œuvre a été de nombreuses fois adaptée au cinéma et à la télévision.
Dans sa rubrique hebdomadaire du 2 janvier 1914, Le Journal rendait compte du film en ces termes : « C'est certainement une des plus belles œuvres dont puisse s’enorgueillir l’art cinématographique. Les personnages de Sans Famille semblent s’échapper tout frémissants d’émotion et de vie de ce joli roman. »

## Fiche technique
- Titre : Sans famille
- Réalisation : Georges Monca
- Scénario : d'après le roman d'Hector Malot (1878)
- Photographie :
- Montage :
- Société de production : Société cinématographique des auteurs et gens de lettres (S.C.A.G.L)
- Société de distribution : Pathé Frères
- Pays d'origine :  France
- Langue : film muet avec les intertitres en français
- Métrage : 2 180 mètres (7 bobines)
- Format : Noir et blanc — 35 mm — 1,33:1 — Muet
- Genre :  Film dramatique
- Durée : 105 minutes (1 h 45)
- Dates de sortie : 
  -  France : 2 janvier 1914

## Distribution
- Léon Lérand : Vitalis, musicien ambulant, qui achète Rémi à Jérôme Barberin
- Maria Fromet : Rémi, enfant abandonné
- Max Charlier : Jérôme Barberin, père adoptif de Rémi
- Lola Noyr : Maman Barberin, mère adoptive de Rémi.
- Georges Tréville : James Milligan
- Marcelle Schmitt : Lady Milligan
- le petit Carlito : Mattia, ami de Rémi, qu'il aidera à retrouver sa famille.
- Armand Lurville : l'homme d'affaires
- André Simon : le père Acquin
- Jean Liézer
- Maurice de Canonge
- Anthony : Driscoll
- Grégoire